# Iris mote
IRIS Mote（アイリスモート）は 米クロスボー社が開発したセンサネットワーク用の無線端末である。IEEE 802.15.4に準拠しており、世界でもっとも使われているセンサネットワーク端末の一つであるMICAzの後継機種とされる。

## ハードウェア
プロセッサ、無線チップ、フラッシュ、51ピンコネクタ、アンテナ接栓、3色のLEDを持つ基板があり、単三乾電池2個用のホルダが付いている。

### 仕様
- プロセッサ AtMega1281 - Program Flash Mem 128K - Serial Flash 512K - RAM 8K
- 無線チップRF230による2.4 GHz IEEE 802.15.4 チップ公称出力3dBm、アンテナ接栓 MMCXリバースタイプ
- UART
- 10 bit 内蔵ADC
- 電源DC3V

### センサ基板
- 各種のセンサ基板[1]をCrossbowや各国の研究機関が用意している。
- 省電力機能はソフトによる

## ネットワーク
クロスボーから提供されるMoteWorksのXmeshまたはオープンソースのen:TinyOSの使用にてアドホック・マルチホップ省電力通信が構築できるとされる。無線チップであるRF230のIEEE 802.15.4 MAC層が利用され、上位層にセンサネットワークに必要な機能を組み込むことで、上記以外でもZigBeeや類似のネットワークを形成可能な事が大学の研究で実証されている。

## ソフトウェア
TinyOS, Xmesh(MoteWorks), SOS, LiteOS, Mantis, and Contikiがサポートされる。2010年6月 IBMチューリッヒ研究所は Iris mote 用にC#, JAVAで開発できるソフトウェア開発キットを発表、ダウンロードパッケージとは別であるファームウェアについて大学には原則無償、企業には90日期限付で配布するとしている。

## 参考
- MICAz
- NeoMote
- eKo
- センサネットワーク
- クロスボー
- RS485